# Phaenicophaeus
Phaenicophaeus is een geslacht van vogels uit de familie koekoeken (Cuculidae). Het zijn geen vogels die hun eieren in de nesten van andere vogels leggen maar zelf een nest maken. Het zijn uitgesproken bosvogels die wel in cultuurland voorkomen maar zich daar niet duurzaam kunnen vestigen. De malkoha's zijn overwegend grauwbruin, groen of grijs gekleurd met een fel geleurde washuid rond het oog en ook een opvallend lichtgekleurde snavel. De meeste soorten hebben ook opvallende witte plekken op de staartveren. 
Het geslacht telt zeven soorten. Vroeger was het geslacht veel groter; zes soorten zijn verplaatst naar andere geslachten. Dit zijn de sulawesimalkoha (Rhamphococcyx calyorhynchus), Raffles' malkoha (Rhinortha chlorophaea), roodsnavelmalkoha (Zanclostomus javanicus), Indische malkoha (Taccocua leschenaultii), schubhalsmalkoha (Dasylophus cumingi) en de roodbrauwmalkoha (Dasylophus superciliosus). Deze systematiek wordt nog gevolgd op de checklist van Birdlife/IUCN.

## Soorten
- Phaenicophaeus curvirostris – Roestbuikmalkoha
- Phaenicophaeus oeneicaudus – Mentawaimalkoha
- Phaenicophaeus pyrrhocephalus – Roodwangmalkoha
- Phaenicophaeus sumatranus – Roodbuikmalkoha
- Phaenicophaeus viridirostris – Kleine groensnavelmalkoha
- Phaenicophaeus diardi – Zwartbuikmalkoha
- Phaenicophaeus tristis – Grote groensnavelmalkoha